# Krasnoperekopsk
Krasnoperekopsk (en ruso: Красноперекопск; en ucraniano: Красноперекопськ) es una ciudad en el norte de Crimea. Su soberanía está discutida entre Rusia y Ucrania, ya que esta no reconoce el referéndum de 2014 sobre su anexión a Rusia. Está situada en la parte meridional del istmo de Perekop, a orillas del lago Stare. 
Es el centro administrativo del Raión de Krasnoperekopsk, pero el propio distrito no está incluido, y es una de las 11 ciudades de subordinación republicana.

## Historia
Krasnoperekopsk fue fundado en 1932 para albergar al personal de una fábrica de bromo. Obtuvo el estatuto de ciudad en 1966.
Krasnoperekopsk se encuentra en la línea férrea Dzhankoy-Jersón, una de las líneas férreas que unen Crimea con el continente.
No debe confundirse con Perekop, una antigua ciudad de Crimea, que fue destruida en 1920, durante la guerra civil rusa y que se encuentra a 25 kilómetros al norte de Krasnoperekopsk.

## Población
Hacia el 1 de enero de 2014, la población era de 29 700 habitantes. El censo de población nacional en 2001 registró 31 800 habitantes, incluyendo: 14 500 hombres y 17 300 mujeres, aproximadamente. Las principales nacionalidades son rusos (16 561 personas; un 50%), ucranianos (13 602 personas; un 41%) y tártaros de Crimea  (1 121 personas, un 3%). Un 6% reportó otras nacionalidades.

## Clima
El clima de Krasnoperekopsk es normalmente caluroso y seco en verano y moderadamente frío en invierno. Las temperaturas medias oscilan entre los -2,4 °C en enero y los 23,3 °C en julio. Las precipitaciones son escasas, con una media de 336 mm anuales.

## Educación
En Krasnoperecopsk hay 6 escuelas preescolares, 5 escuelas, la Sucursal de Crimea del Instituto de Economía y Derecho, un centro de formación artística y una escuela de música para niños.